# جبهة الخلاص الوطني (تونس)
جبهة الخلاص الوطني في تونس هي تجمع سياسي تونسي برئاسة أحمد نجيب الشابي، تأسست في 31 مايو 2022 بعد 10 أشهر من الأزمة السياسية في تونس. تضم الجبهة عدة كيانات سياسية تونسية معارضة لما قام به الرئيس قيس سعيد من تعليق لمجلس النواب، وغيرها من الإجراءات التي تعتبرها الجبهة إنقلابًا على الشرعية. من بين المشاركين في الجبهة حركة النهضة وحركة أمل وحراك تونس الإرادة وائتلاف الكرامة وقلب تونس وحراك مواطنون ضد الانقلاب والمبادرة الديمقراطية واللقاء الوطني للإنقاذ وحراك توانسة من أجل الديمقراطية واللقاء من أجل تونس واللقاء الشبابي من أجل الديمقراطية والعدالة الاجتماعية وتنسيقية نواب المجلس.

## الهيئة التنفيذية
أُعلن أن الهيئة التنفيذية للجبهة تضم كل من أحمد نجيب الشابي، وسميرة الشواشي، وجوهر بن مبارك، ورضا بلحاج، ورياض الشعيبي، وعمر الصيفاوي، وسمير ديلو، ويسري الدالي، وسامي الشابي، ومحمد أمين السعيداني، وشيماء عيسى.